# Ján Mucha (football, 1978)
Pour l’article homonyme, voir Ján Mucha, lui aussi footballeur slovaque né en 1982, évoluant également au poste de gardien de but.
Jan Mucha, né le 20 juin 1978, est un footballeur slovaque.
Il joue au poste de gardien de but.